# Седжвик, Хеда
Хеда Седжвик (англ. Heda Segvic; 24 апреля 1957, Сплит, Хорватия — 12 марта 2003, Кембридж) — историк античной философии.
Недолговременно училась в Университете Загреба в Хорватии, затем продолжила получать образование в 1977-82 гг. в Белграде. Именно там она обратилась к исследованию Аристотеля, сохранив этот интерес на протяжении всей своей жизни.
В 1982 году последовала в США с целью получения магистерской степени по философии — в Калифорнийский ун-т в Лос-Анджелесе. В 1984-92 годах в Принстоне. Там она работала над диссертацией, сперва под началом проф. en:Michael Frede, а завершила её под руководством проф. Джона Купера.
C 1992 года работала в Калифорнийском ун-те в Санта-Барбаре. В 1993-94 гг. была приглашена в Стэнфорд.
С 1995 года работала на кафедре философии в Питтсбургском ун-те.
Разрабатывала вопрос влияния Протагора на Аристотеля, показывая развитие античной этической теории от первого ко второму.
Была замужем за en:Raymond Geuss. В 2002 году вышла замуж за Майлса Бернита.